# Stolidosoma flavidum
Stolidosoma flavidum är en tvåvingeart som beskrevs av Robinson 1967. Stolidosoma flavidum ingår i släktet Stolidosoma och familjen styltflugor. Inga underarter finns listade i Catalogue of Life.